# Relleu (municipi)
Relleu és un municipi del País Valencià situat a la comarca de la Marina Baixa, tradicionalment anomenat Relleu de la Marina. La població ha passat dels 3.342 habitants de les primeries del segle xx, als 1.258 de 2014, a causa de l'emigració dels seus habitants. El seu terme abasta els 76,9 km².

## Geografia
Relleu és al centre d'una vall envoltada de muntanyes, com ara el Cabeçó d'Or (1.207 m), la serra de la Grana (1.112 m) i la serra de l'Aguilar, de 889 metres d'altitud. La millor forma d'accedir a Relleu és, eixint des de la Vila Joiosa, agafar la carretera que comunica Sella amb Orxeta (CV-770).
El terme municipal de Relleu limita amb els municipis d'Aigües, Alacant, Busot, Xixona, Orxeta, Penàguila, Sella i la Torre de les Maçanes.

## Història
Es tracta d'una població d'origen musulmà, els habitants de la qual van alçar el castell de Relleu. Després de la conquesta de la comarca per les tropes de Jaume I, va ser donat en propietat a Bernat de Sarrià. Eclesiàsticament, va dependre de la parròquia de Finestrat fins a l'any 1535.
Fou lloc de moriscos, constituït el 1609 per 170 cases, segons el Cens de Caracena d'aquell any, dependents de Cocentaina. Després de l'expulsió, es refugiaren a la muntanya i s'hi amotinaren. A la població únicament romangueren 15 famílies de cristians vells. Posteriorment, estigué sota la jurisdicció dels comtes d'Anna i, per acabar dels de Cervelló.

## Demografia
La població va passar dels 3.342 habitants censats el 1900 a 717 en el 2000, a causa de l'emigració. En els últims anys, s'ha convertit en una destinació de turisme d'interior, principalment per ciutadans britànics, amb la qual cosa s'ha invertit el fenomen de despoblament, de manera que incloïa 1.279 habitants en 2010, un 41,2% dels quals era de nacionalitat estrangera. La taula següent resumix l'evolució del volum demogràfic de Relleu al llarg de tota l'època estadística: 
| Població | 2.521 | 3.018 | 3.342 | 3.080 | 2.690 | 2.242 | 2.001 | 1.813 | 1.539 | 1.307 | 1.009 | 717 | 795 | 1.046 | 1.090 | 1.262 | 1.279 |

## Economia
Encara que l'agricultura (principalment d'ametllers i oliveres) s'hi continua practicant, no té la importància que va tenir en el segle passat i avui dia la font econòmica de Relleu depén, majoritàriament, del sector serveis.

## Alcaldia i regidors
Des de 2019 l'alcalde de Relleu és Lino Antonio Pascual Carbonell del Partit Popular (PP).
| Període                       | Alcalde o alcaldessa           | Partit polític | Data de possessió | Observacions |
| ----------------------------- | ------------------------------ | -------------- | ----------------- | ------------ |
| 1979–1983                     | Antonio Gosálvez Llorens       | PI             | 19/04/1979        | --           |
| 1983–1987                     | Vicente García Gosálvez        | PSPV-PSOE      | 28/05/1983        | --           |
| 1987–1991                     | Vicente García Gosálvez        | PSPV-PSOE      | 30/06/1987        | --           |
| 1991–1995                     | Vicente García Gosálvez        | PSPV-PSOE      | 15/06/1991        | --           |
| 1995–1999                     | Santiago Cantó Pérez           | PP             | 17/06/1995        | --           |
| 1999–2003                     | Santiago Cantó Pérez           | PP             | 03/07/1999        | --           |
| 2003–2007                     | Santiago Cantó Pérez           | PP             | 14/06/2003        | --           |
| 2007–2011                     | Santiago Cantó Pérez           | PP             | 16/06/2007        | --           |
| 2011–2015                     | Santiago Cantó Pérez           | PP             | 11/06/2011        | --           |
| 2015–2019                     | Santiago Cantó Pérez           | PP             | 13/06/2015        | --           |
| 2019-2023                     | Lino Antonio Pascual Carbonell | PP             | 15/06/2019        | --           |
| Des de 2023                   | n/d                            | n/d            | 17/06/2023        | --           |
| Fonts: Generalitat Valenciana |                                |                |                   |              |

En les eleccions municipals de 2019 el PP va obtenir 7 regidors i el PSPV-PSOE 2.

## Monuments i llocs d'interès

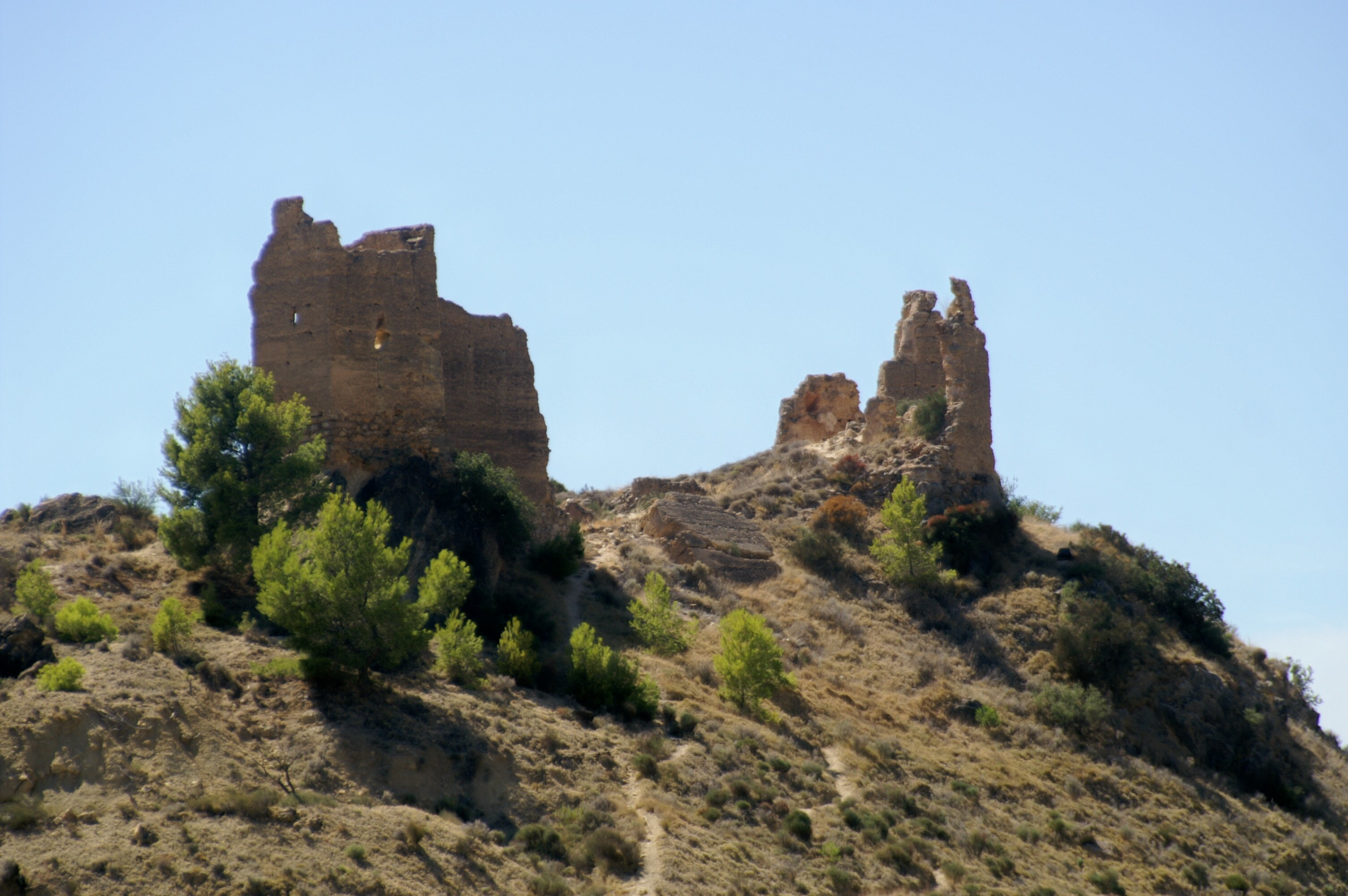
Castell de Relleu

- Casa fortificada la Garrofera. Declarada Bé d'Interès Cultural.
- Castell de Relleu. Declarat Bé d'Interés Cultural.
- Torre Casa Balde. Declarada Bé d'Interès Cultural.
- Torre de la Vallonga. Declarada Bé d'Interès Cultural.
- Ajuntament. Data del segle passat.
- Nucli urbà. El nucli urbà de la població, escarpat i estret com els millors socs àrabs, està molt ben conservat i té exemples arquitectònics de notable interès. La plaça del Sagrat Cor de Jesús és l'epicentre convivencial de Relleu i eix de comunicacions de la població.
- Església parroquial de Sant Jaume Apòstol. Es va erigir en el segle xvii sobre l'antic cementeri de la població per ser enderrocada a final del segle passat i acabada de reconstruir el 1931.
- Ermita de Sant Albert. Es troba en una de les altures properes al nucli urbà. L'ascensió permet contemplar la millor vista de Relleu i de gran part del seu terme.
- Pantà de Relleu. Situat a l'extrem sud-est del terme municipal i just abans del terme d'Orxeta, recull les aigües del riu Amadòrio. Es tracta d'una construcció del segle xviii, del tipus volta arc de 30 metres d'alçada i de 10 metres de gruix a la paret. La presa va ser construïda a iniciativa dels habitants de la Vila Joiosa, que van rebre el 1653 el document del rei Felip IV autoritzant-ne la construcció. Actualment, el pantà no té cap finalitat com a tal. El paratge és impressionant a causa de l'abrupte estret que forma el riu.
- La "Patà" de Sant Jaume. És una petjada de peu marcada sobre la roca, que s'atribuïx a una suposada visita que l'apòstol va fer a la població.
- Els Tolls. Petits embassaments o faldes d'aigua on poder-se capbussar a l'estiu.
- Poblat iber de Penya-roja.
- Museu de Relleu. Museu històric i etnològic de Relleu.[4]

## Festes

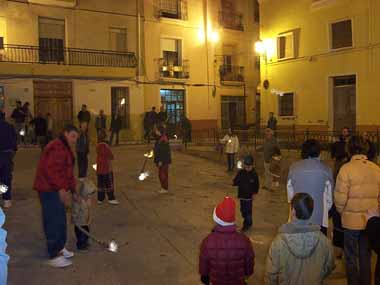
Rodar les aixames

- Festes patronals. Se celebren l'últim cap de setmana de setembre en honor de la Mare de Déu del Miracle i els sants metges Cosme i Damià. S'hi fan actes religiosos i actes lúdics, entre als quals destaquen l'ofrena, en què les fadrines ofrenen alfàbegues i es ballen les danses; la processó, el concurs de carrers engalanats, de paelles, correfoc, espectacles musicals, cucanyes o focs artificials.
- Sant Albert. És la festa dels joves i se celebra el primer cap de setmana d'agost. Destaca la romeria a l'ermita del sant; també podem gaudir de la sardinà, paelles, cucanyes, desfilada de disfresses, orquestres i la banyà en un ambient acollidor i distès.
- Les aixames. El 24 de desembre al vespre es roden les aixames. És una festa d'origen pagà en què s'encenen torxes d'espart (les aixames), amb què es recorren els carrers del poble demanant les estrenes.
- Sant Antoni del porquet. Se celebra el cap de setmana més pròxim al 17 de gener. El dissabte es rememora l'antiga matança del porc; a poqueta nit es convida el públic a la degustació de carn, tot acompanyat per la música del poble. El diumenge, missa major amb benedicció d'animals i repartiment del pa beneït.

## Gastronomia
Els plats típics de la localitat són l'olleta de blat, la borra feta amb espinacs i bacallà, la faseura amb dacsa, o els diversos tipus de coques: farcida, escaldada o a la paleta.

## Esports
El club de Pilota Valenciana Relleu fomenta les modalitats de carrer de la pilota valenciana, com les llargues, la perxa, la palma o l'esquerra. També podem destacar l'equip de futbol que milita en regional.